# ТБ-2
ТБ-2 - радянський важкий бомбардувальник. Конструктивно був виконаний за схемою півтораплана (біплан з різною площею поверхонь, що несуть). Розробка почалася 1927 року, перші випробування пройшли 1930 року. Хоча у ТВ-2 льотно-технічні характеристики були вищими, ніж у ТБ-1 конструкції Туполєва, що вже стояв на озброєнні, літак був визнаний застарілим і проект був закритий.

## Технічні характеристики
- Екіпаж: 5
- Довжина: 18,20 м
- Висота:
- Площа крила: 127,70 м2
- Маса пустого: 4220 кг
- Нормальна злітна маса: 6770 кг
- Силова установка: 2 ×  BMW-VI
- Двигун: 2 × 680 л. с.

Льотні характеристики
- Максимальна швидкість: 216 км/ч
- Крейсерська швидкість: 182 км/ч
- Практична дальність: 1200 км
- Практична стеля: 6800 м

Озброення
- Бойове навантаження: 2000 кг

- ТБ-1